# Chambeyronia
Chambeyronia là một chi thực vật có hoa thuộc họ Arecaceae. 
Chi này có các loài sau (tất cả đều là loài đặc hữu của New Caledonia):
- Chambeyronia lepidota
- Chambeyronia macrocarpa

## Hình ảnh

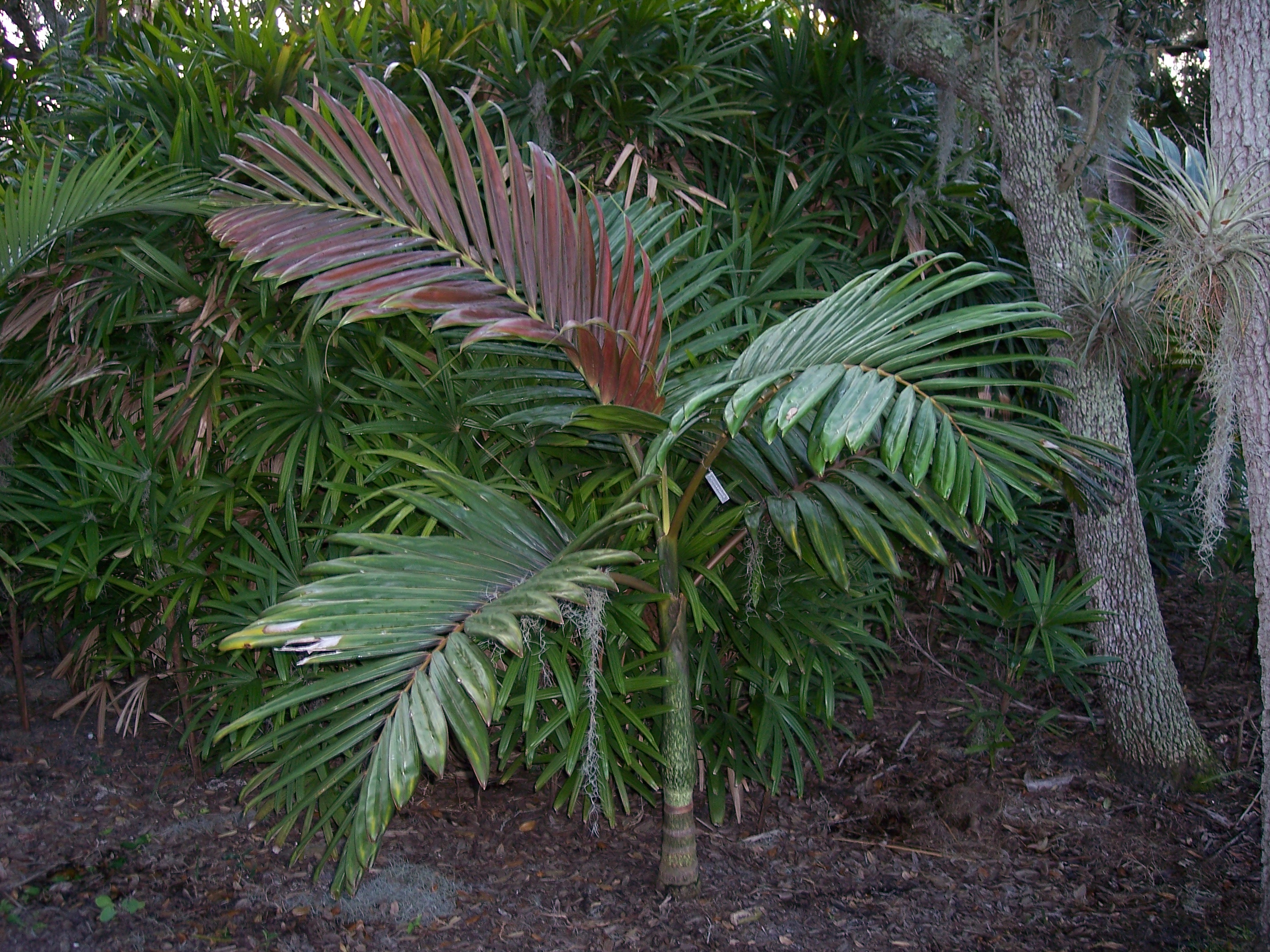
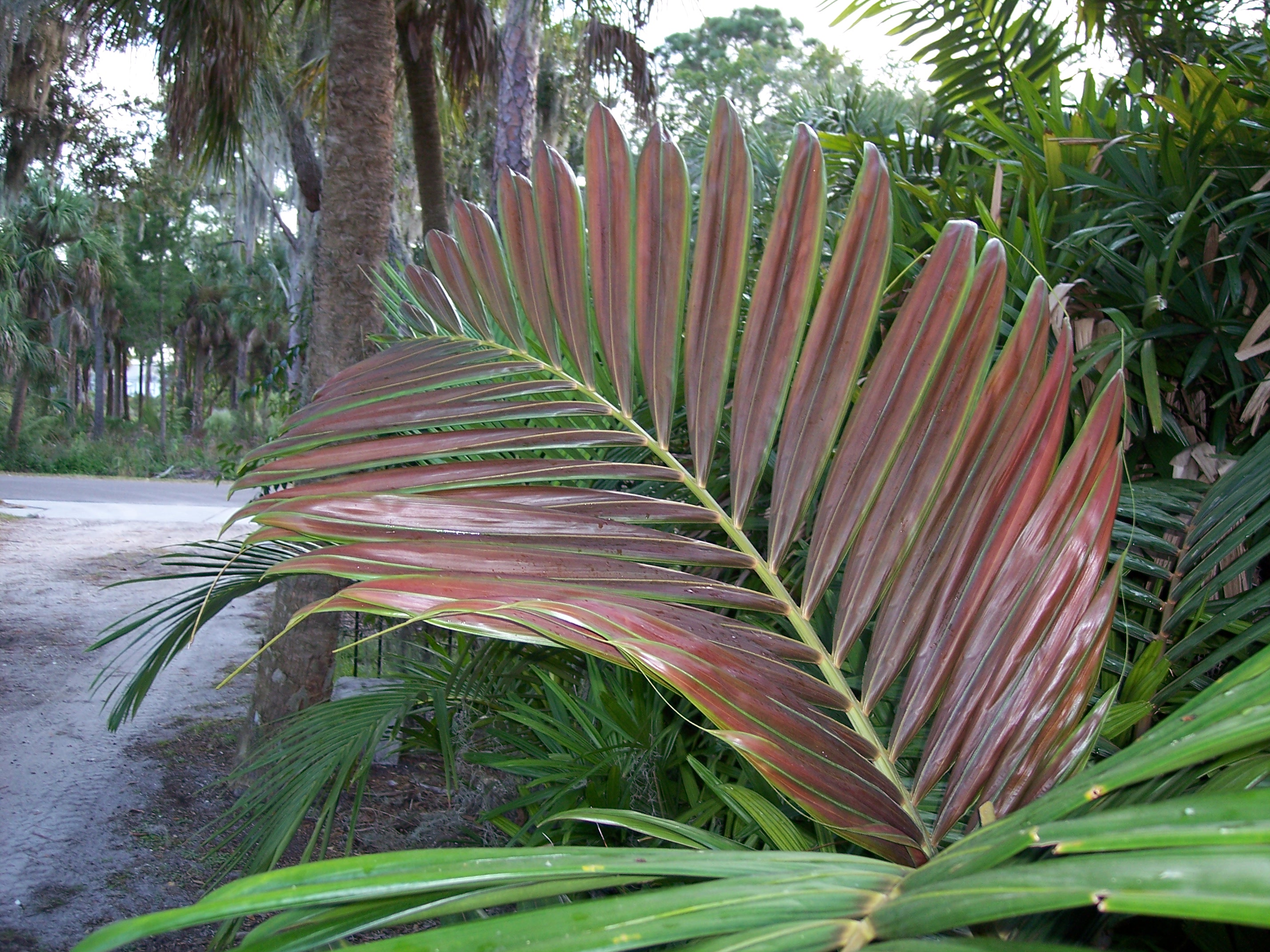
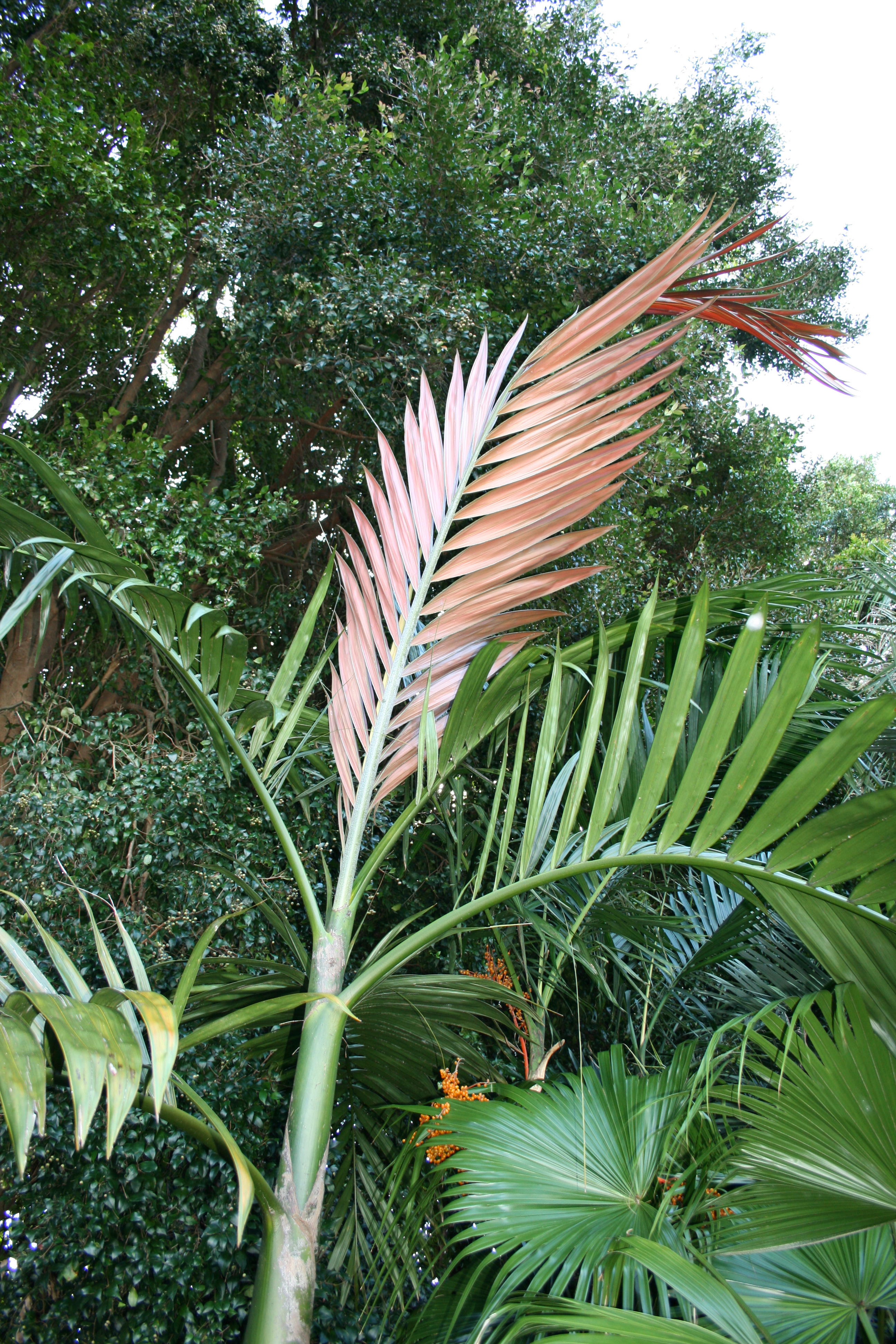
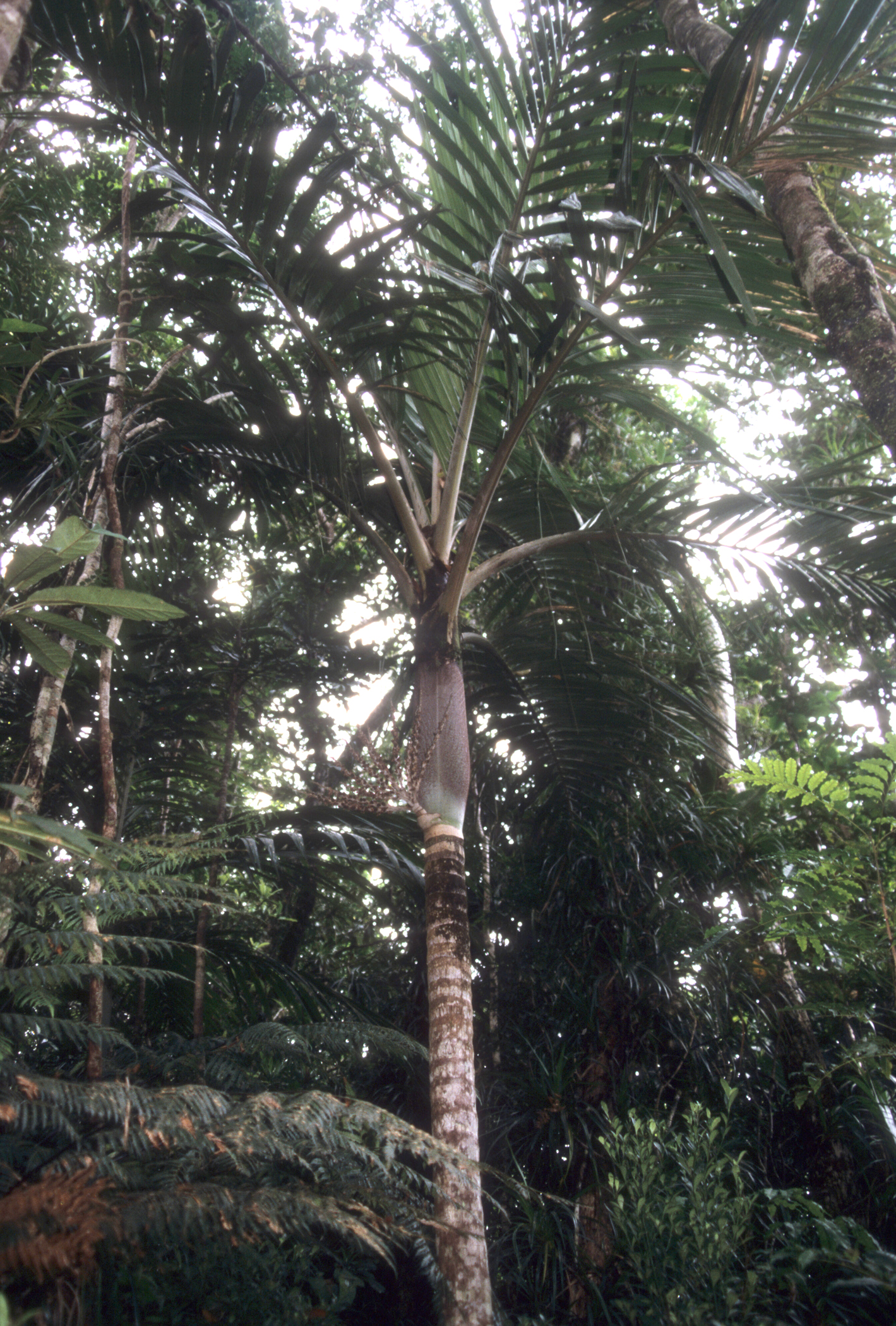